# Bruno Besson
Pour les articles homonymes, voir Besson.
Bruno Besson né le 26 septembre 1979 à Saint-Germain-en-Laye, est un pilote automobile français.

## Carrière
- 1998 : Eurocup Formule Renault, champion
- 1999 : Championnat de France de Formule 3, 4e
- 2000 : Formule Palmer Audi, 4e
- 2001 : Championnat de France de Formule 3, 3e
- 2002 : Championnat de France de Formule 3, 5e
- 2003 : World Series by Nissan, 9e
- 2004 : Championnat de France de GT, 2e
- 2007 : 24 Heures du Mans, 9e